# تيم مور (سياسي أسترالي)
تيم مور (بالإنجليزية: Tim Moore)‏ هو سياسي أسترالي، ولد في 8 نوفمبر 1948. انتخب عضو الجمعية التشريعية نيو ساوث ويلز.